# Чове
Чо́ве (англ. Chowe) — традиційна громада у складі дистрикту Мангочі Південного регіону Малаві.
Населення — 112155 осіб (2018).